# Saint-Damase (La Matapédia)
Pour les articles homonymes, voir Saint-Damase.
Saint-Damase est une municipalité de paroisse canadienne du Bas-Saint-Laurent d'environ 400 habitants située à l'extrémité nord-ouest de la municipalité régionale de comté (MRC) de La Matapédia au Québec.

## Toponymie

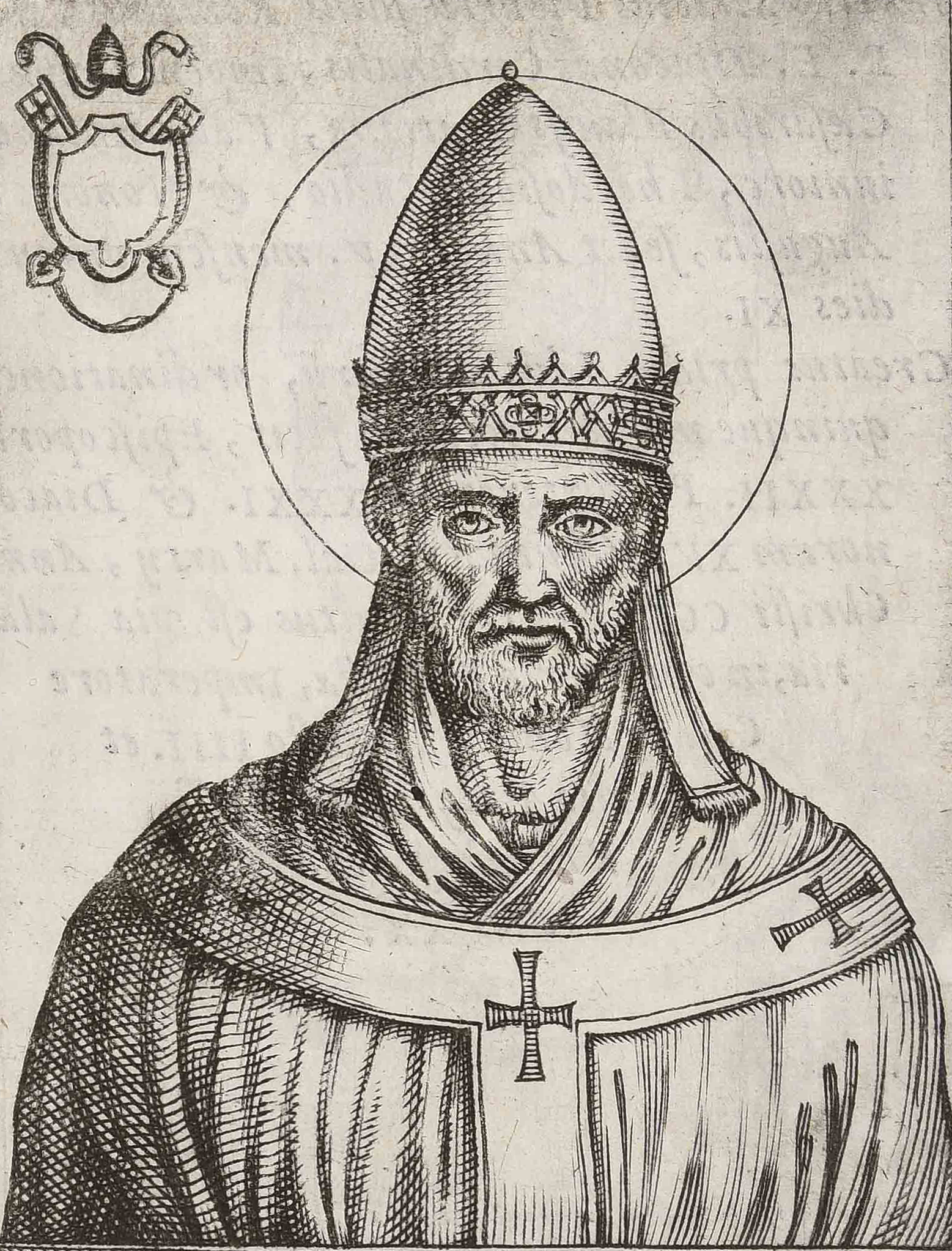
Portrait imaginaire du pape Damase Ier

Le nom de l'abbé Damase Morisset, curé fondateur de la paroisse, est à l'origine du nom de celle-ci. Saint Damase est le nom du pape Damase Ier. La municipalité partageant son nom avec Saint-Damase dans Les Maskoutains, elle est souvent appelée Saint-Damase-de-Matapédia afin de la différencier. L'endroit a d'abord été appelé colonie de MacNider après la fondation de Baie-des-Sables en 1869 reprenant ainsi le nom du canton de MacNider dans lequel il est situé, nommé en l'honneur du nom d'une famille propriétaire de la seigneurie de Mitis,. Lorsque la mission catholique fut fondée en 1874, l'endroit adopta son nom actuel de Saint-Damase. Ce nom fut officialisé en 1884 avec l'érection canonique de la paroisse.

## Histoire

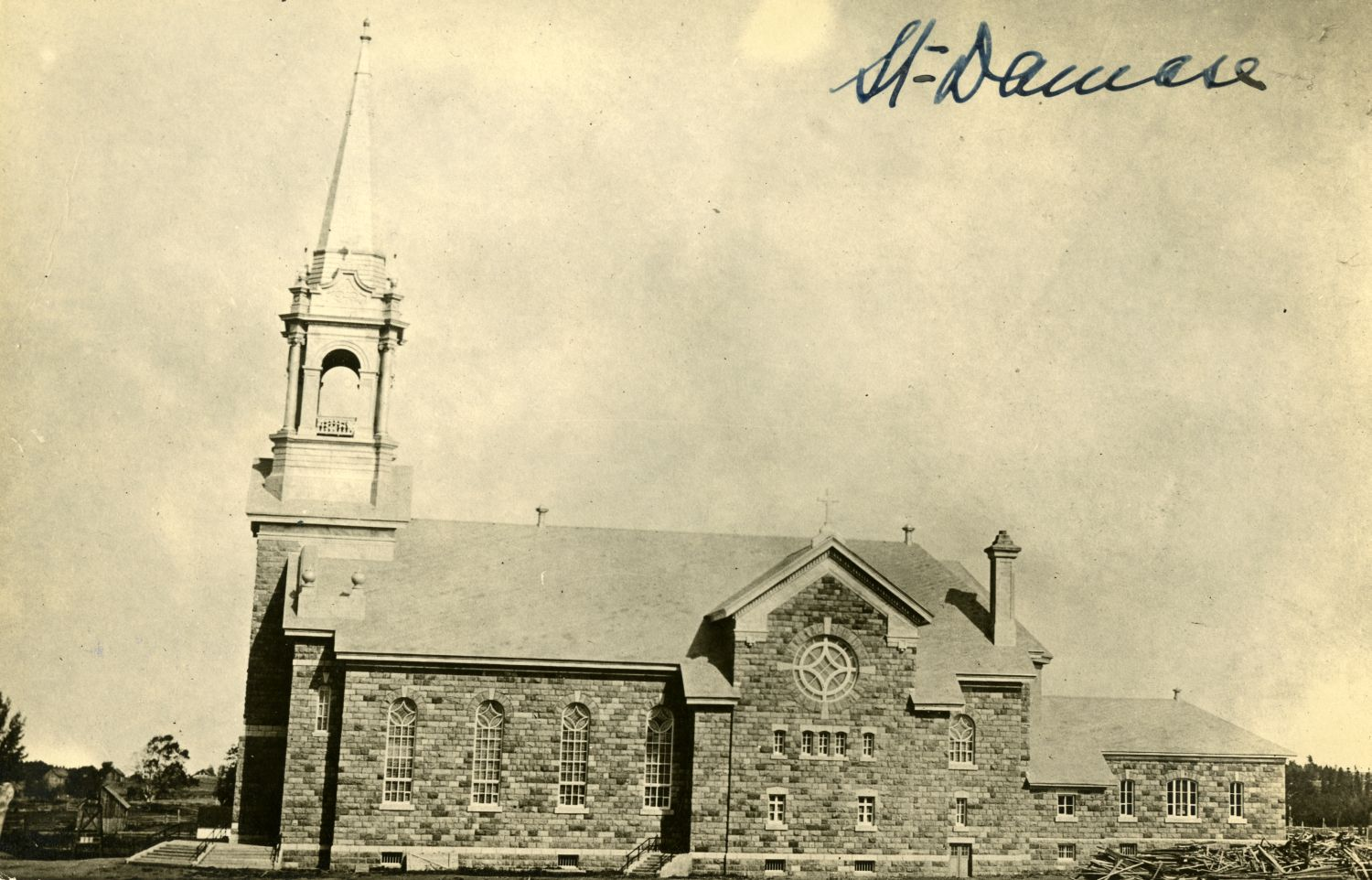
Église de Saint-Damase en 1910

Les premiers colons sont arrivés à cet endroit vers le milieu du XIXe siècle. Baie-des-Sables fut fondée en 1869 avec les six premiers rangs du canton MacNider ; le territoire de Saint-Damase prit alors le nom de colonie de MacNider. Les colons du sixième rang étaient surtout attirés par la qualité des érablières, car le sol y est très accidenté. Ils arrivaient grâce au chemin Royal suivant le fleuve entre Métis et Matane et à celui pénétrant dans les terres pour rejoindre le chemin Matapédia (ou chemin Kempt). En fait, les premiers colons à s'établir sont arrivés de Baie-des-Sables en 1868. La mission catholique fut créée en 1874 par l'abbé Damase Morisset qui venait d'être nommé à la cure de Baie-des-Sables par Mgr Jean Langevin, évêque de Rimouski. Le curé Morisset décida de rattacher le sixième rang du canton MacNider à la colonie plutôt qu'à Baie-des-Sables du fait de sa situation géographique portant ainsi le nombre de familles établies dans la colonie à 17. Cependant, une quarantaine de propriétaires terriens attendaient la venue d'un prêtre avant de s'établir. Le curé Morriset entreprit les démarches afin d'établir une mission ou une desserte catholique auprès de la Corporation épiscopale catholique romaine de Saint-Germain de Rimouski et, début 1875, Joseph Jean offrit gratuitement un demi-lot d'une superficie de 47 acres et demi pour la construction des édifices religieux situé dans la moitié sud-ouest du lot 25 du septième rang. Le lettres patentes de cette transaction datent du 31 août 1875.
Le 23 août 1875, 42 francs-tenanciers adressèrent une requête à l'évêque de Rimouski pour obtenir la permission de construire une chapelle ; requête qui fut accordée le 9 septembre 1875. La première messe dans cette chapelle de 45 pieds de long par 33 pieds de large construite par David Berger fut célébrée le 11 décembre 1877, anniversaire de saint Damase. C'est aussi à cette date que la dénomination de colonie de MacNider fut remplacée par mission de Saint-Damase. Jusqu'en 1878, le curé Morisset venait lui-même célébrer les offices religieux en la mission de Saint-Damase une fois par mois ; après cela, il se faisait représenter par son vicaire. En décembre 1882, Saint-Damase reçut son premier missionnaire résidant : l'abbé Ulfranc Saint-Laurent. Le 7 juin 1883, Ulfranc Saint-Laurent envoya une requête signée par 90 francs-tenanciers à Mgr Jean Langevin, évêque de Rimouski, pour ériger la paroisse canoniquement ; cette érection canonique fut décrétée officiellement le 4 mars 1884 et Ulfranc Saint-Laurent devint le premier curé de Saint-Damase,. À cette date, la paroisse comptait 650 habitants et son territoire couvrait une superficie de 34 560 acres,. L'abbé Réal Cayouette, devenu curé de la paroisse en 1888, entreprit la construction du presbytère en 1891. Jusque-là, les curés résidaient dans un endroit aménagé dans le sous-sol de la sacristie. Ce presbytère mesurait 44 pieds de long et 28 pieds de large et fut utilisé jusqu'en 1959 après avoir été parachevé en 1909 et agrandi en 1923. À l'automne 1890, le curé Cayouette a béni la première croix de chemin de Saint-Damase érigée à l'intersection du rang 9 et de la route de l'église. Le territoire de Saint-Damase a été divisé à trois reprises pour la formation de Saint-Ulric en 1889, de Saint-Moïse en 1897 et de Saint-Noël en 1951. D'un autre côté, en 1916, son territoire a été élargi avec l'annexion de neuf lots de la paroisse de Saint-Antoine-de-Padoue du canton de Cabot. En 1906, les besoins pour la construction d'une église se firent sentir ; un débat opposa les habitants de Saint-Damase quant à l'emplacement de celle-ci : une partie était partisane de la construire à l'emplacement de la chapelle qui servait depuis 30 ans et une autre partie souhaitait qu'elle se rapproche du centre géographique de la paroisse. Le curé de Saint-Damase en ce temps était Georges-Guillaume Frève qui était d'accord avec le fait de construire l'église près du centre de la paroisse puisqu'il voyait dans les terres au sud-est un bon emplacement pour le développement. D'ailleurs, le curé Frève alla lui-même faire l'examen des terres boisées près du rang 9 qui présentaient des sols cultivables et entreprit les démarches pour la construction d'un pont au-dessus de la rivière Blanche afin de les rendre accessibles. Ce pont de 434 pieds de long fut construit en 1908 entre les rangs 8 et 9. Cependant, le débat s'envenimait et l'évêque André-Albert Blais, malgré le fait qu'il était tacitement d'accord avec le choix d'un nouvel emplacement, décida de réaffecter le curé Frève en 1907. En 1908, le curé Joseph-Romuald Léonard fit exécuter des travaux de réfection du presbytère qui était trop froid en hiver. En 1909, il entreprit à ses frais la finition extérieure en le lambrissant de bardeaux de cèdre, en l'entourant de galeries et de vérandas, en décorant sa façade et en le peinturant. Il entreprit l'établissement d'une caisse populaire à Saint-Damase et invita Alphonse Desjardins, le fondateur des Caisses Desjardins, à venir présider lui-même la fondation de la Caisse populaire de Saint-Damase le 2 novembre 1910. La question de l'emplacement de la future église demeura en suspens pendant le ministère du curé Léonard ; celui-ci informant l'évêque Blais sans parti pris et étudiant la question en détail. L'évêque Blais était plus rassuré en changeant de site pour l'avenir de la paroisse et c'est pourquoi il accepta un terrain de huit arpents de la part de Joseph Lamarre sur le haut du lot 21 du rang 8. Cependant, le problème ne fut pas aussitôt réglé étant donné que les titres de propriété de ces terrains demeuraient introuvables. Le lot 21 avait été patenté en 1847 pour Simon-Joseph Chalifour et brocanté plusieurs fois à dix-sept autres lots. L'évêque voyant que le vrai propriétaire de ce terrain demeurait inconnu proposa une solution à moyen terme en plaçant l'église sur le bas du rang 8 au bord du lac Blanc. Cependant, les habitants des rangs 9 et 10 n'ont pas accepté ce compromis et ont affirmé qu'ils préféraient voir l'église demeurer à son emplacement actuel plutôt que de la voir se construire à mi-chemin. En 1914, il était clair que les titres légaux du terrain offert au rang 8 ne pourraient être établis. Cette option fut donc écartée et la nécessité d'une nouvelle église était d'autant plus pressante étant donné que la chapelle était inadéquate pour les 1 100 paroissiens et qu'elle menaçait de tomber en ruines. La question fut étudiée un an durant et l'évêque envoya même les curés de Baie-des-Sables et de Val-Brillant, respectivement les curés Chénard et Michaud, afin d'étudier les deux sites, celui de la chapelle et celui du lac Blanc, et de lui envoyer un rapport. Les deux ont démontré l'inutilité de déplacer le lieu de culte au lac Blanc. De plus, le curé Lepage présenta à l'évêque le fait que les habitants les plus éloignés dans rangs 9 et 10 ont plus de facilité à se déplacer jusqu'à l'église que les gens les plus éloignés du rang 6, car ils ont de meilleurs chemins de manière générale. De plus, l'utilisation du site de la chapelle permet d'utiliser le presbytère déjà en place. La question fut finalement réglée lorsque l'abbé Chamberland qui remplaçait le curé Lepage malade à l'hôpital de Trois-Rivières qui enclencha les procédures afin d'obtenir le décret de construction en faisant signer le 10 avril 1916 une requête par la majorité de ses paroissiens francs-tenanciers. L'évêque Blais envoya son vicaire, François-Xavier Ross, à Saint-Damase afin qu'il marque l'emplacement de l'église et qu'il détermine ses dimensions. Le décret de construction fut finalement émis le 30 mai 1916 par l'évêque Blais pour une église de 138 pieds de long par 59 pieds de large comprenant une sacristie en pierre de 46 pieds de long par 27 pieds de large. L'emplacement choisi est situé à environ 100 pieds à l'ouest du presbytère. Les travaux d'édification des nouveaux bâtiments débutèrent en mai 1917 sous la direction du curé Lepage. Les travaux allèrent bon train et l'évêque a béni la pierre angulaire lors de sa visite pastorale du 26 septembre 1917. L'église fut inaugurée à Pâques 1919. L'évêque Joseph-Romuald Léonard qui est un ancien curé de Saint-Damase vint effectuer la bénédiction solennelle le 12 mai 1920. Le 13 mai, il a béni les nouvelles cloches. Le premier couvent de Saint-Damase fut construit en 1918. La première salle publique fut quant à elle construite en 1920.
En 1927 un pont couvert est construit, encore visible aujourd’hui il s’agit du dernier pont couvert de la vallée de la Matapédia.
Au début de son second quart de siècle d'existence, Saint-Damase a connu une période assez prospère : aménagement et amélioration des terres cultivables, des fermes et des troupeaux, choix de l'industrie laitière en tant qu'économie de base, perfectionnement de la voirie et construction de l'église en pierre. De plus, sa population dépassait maintenant les 1 060 habitants. La principale vente des cultivateurs de Saint-Damase au début des années 1910 était la pomme de terre. Cependant, à la suite de la Première Guerre mondiale (1914-1918), plusieurs fermiers ont dû quitter la paroisse pour se rendre en ville afin de travailler, car les revenus générés par la ferme étaient devenus insuffisants. Lors de la Grande Dépression qui débuta en 1929, le chômage s'abattit sur les villes et l'État, par le biais du plan Gordon qui finançait l'établissement sur un lot de terre et donnait des primes au travail, décida de faire revenir les travailleurs à la campagne afin que les familles de la classe ouvrière puissent survivre en s'adonnant à la culture. Aux côtés du plan Gordon, il y avait le plan Vautrin qui est la source de la création de plusieurs paroisses dans la région. Le gouvernement donnait aussi du secours direct en faisant exécuter des travaux publics, comme la construction de la route reliant Saint-Ulric et la confection de trottoirs de bois dans le village.

## Géographie

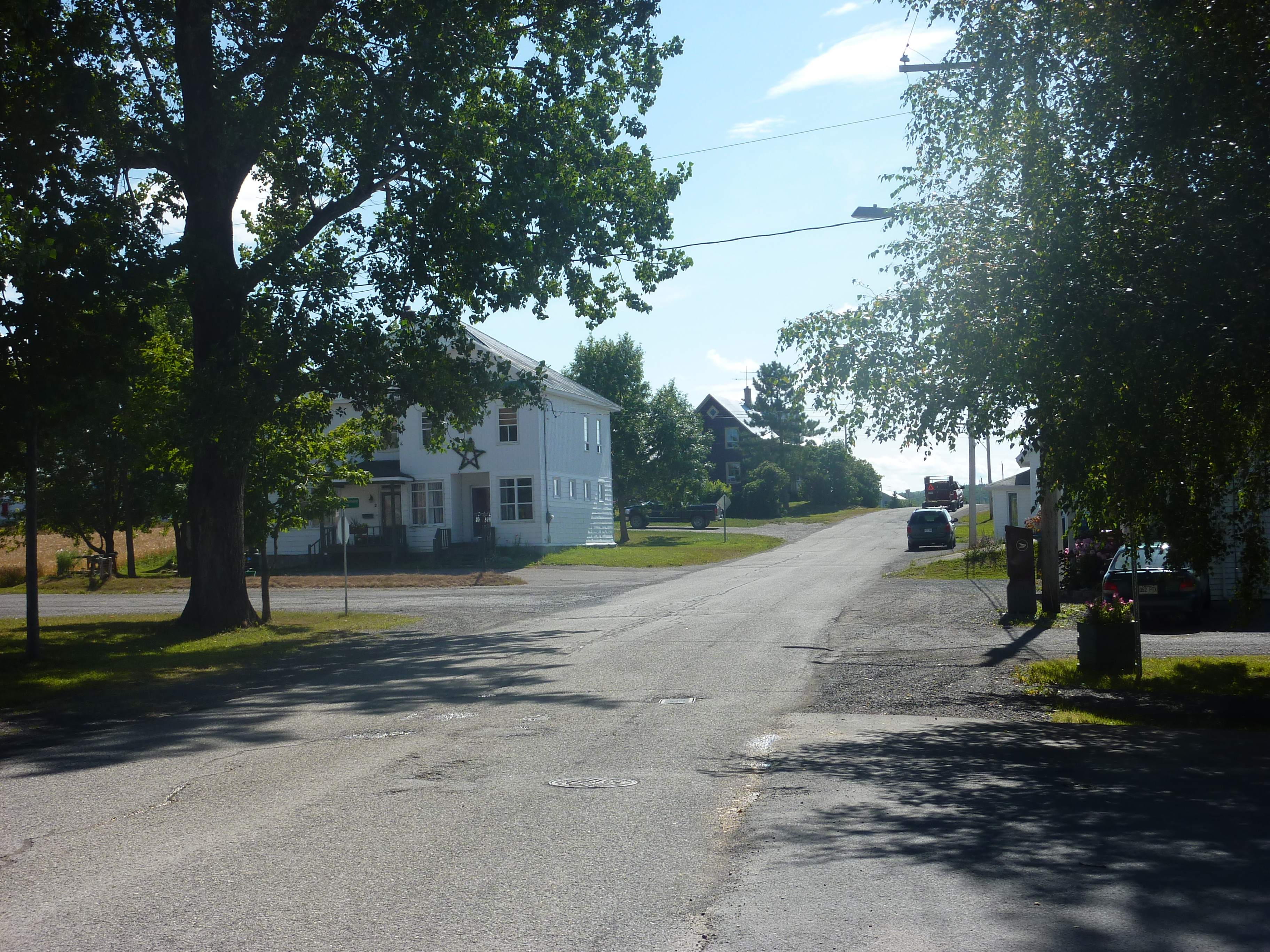
Village de Saint-Damase en août 2010

Saint-Damase est situé sur le versant sud du fleuve Saint-Laurent à 390 km au nord-est de Québec, à 340 km à l'ouest de Gaspé et à 110 km au nord de la frontière du Nouveau-Brunswick à vol d'oiseau. La municipalité est située approximativement au centre du triangle formé par les villes de Matane, de Mont-Joli et d'Amqui à une distance d'environ 35 km de chacune d'elles,. Elle est située à moins de 10 km au sud du fleuve Saint-Laurent, à la hauteur de Baie-des-Sables,. Les municipalités limitrophes de Saint-Damase sont Métis-sur-Mer et Baie-des-Sables au nord, Sayabec et Saint-Noël au sud, Saint-Antoine-de-Padoue à l'ouest ainsi que Saint-Ulric et Saint-Léandre à l'est. Toutes ces municipalités à l'exception de Saint-Léandre sont reliées directement à Saint-Damase par la route.
La municipalité de paroisse de Saint-Damase fait partie de la municipalité régionale de comté de La Matapédia dans la région administrative du Bas-Saint-Laurent. La paroisse catholique éponyme de Saint-Damase fait partie de l'Archidiocèse de Rimouski, plus précisément, dans la région pastorale de La Matapédia. La municipalité fait également partie de la sous-région touristique de la vallée de la Matapédia dans la région touristique de la Gaspésie. Politiquement, la municipalité appartient à la circonscription provinciale de Matapédia. Cependant, elle a d'abord appartenu à la circonscription de Rimouski jusqu'en 1890 avant d'appartenir à celle de Matane jusqu'en 1923. La municipalité fait partie du canton de MacNider.
Le territoire de la municipalité couvre une superficie de 30 047 acres dont la moitié est occupée par la forêt. Seulement 5 000 acres du sol de Saint-Damase sont propices à l'agriculture selon le Bureau d'aménagement de l'Est du Québec. Ce territoire comprend une vingtaine de lacs. La géographie du village est sise dans celle de la chaîne de montagnes des Appalaches sur un flanc des monts Chic-Chocs formant la vallée de la Matapédia et, plus précisément, dans la section des monts Notre-Dame.
La rivière Blanche traverse la municipalité du sud-ouest vers le nord-est.

## Démographie

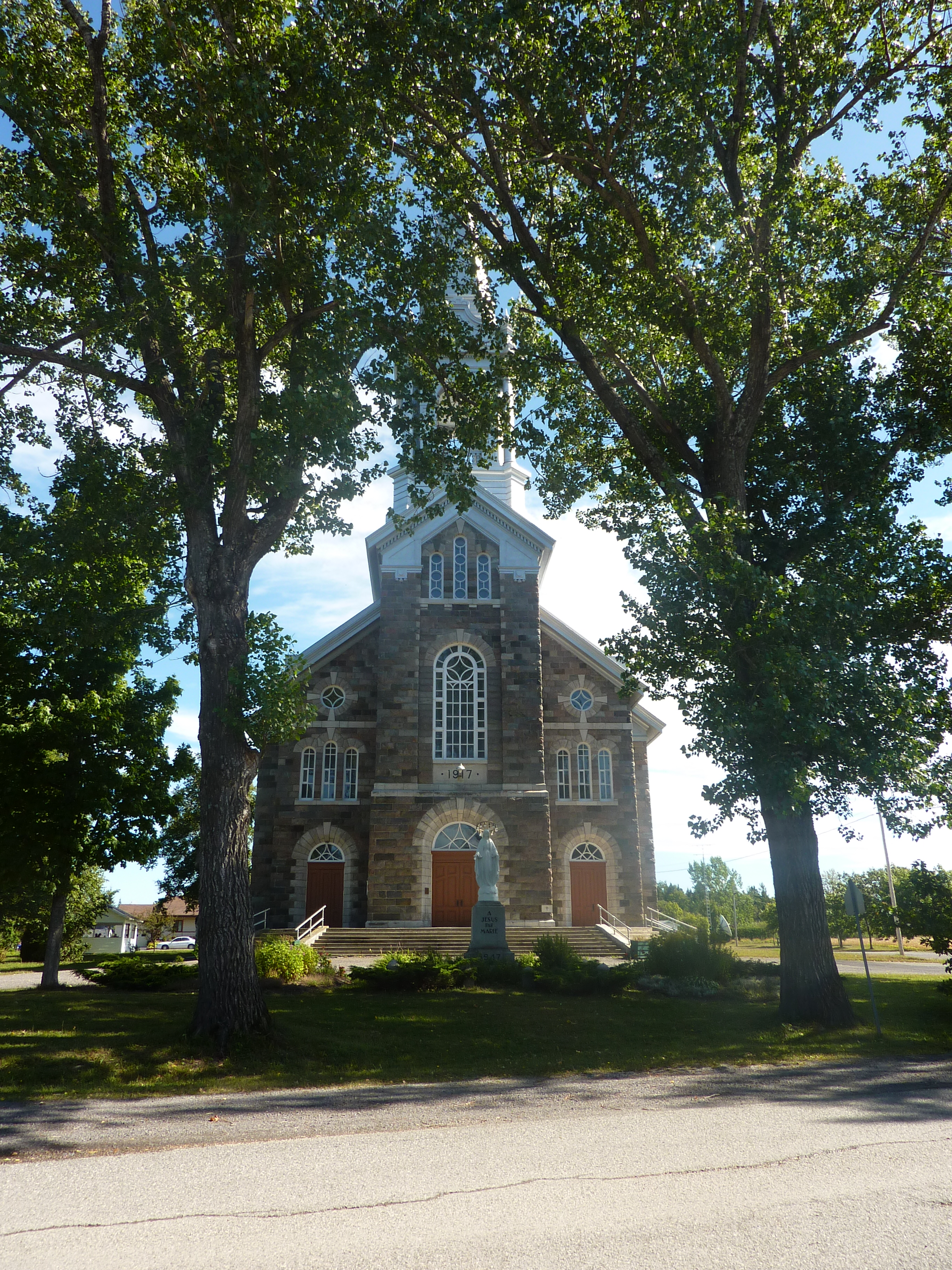
Église de Saint-Damase en août 2010

| 1996 | 2001 | 2006 | 2011 | 2016 | 2021 |
| ---- | ---- | ---- | ---- | ---- | ---- |
| 439  | 449  | 446  | 397  | 356  | 382  |

## Administration
Les élections municipales se font en bloc pour le maire et les six conseillers.
| Saint-Damase Maires depuis 2001                                                                                      |                  |                                      |          |
| Élection | Maire            | Qualité                              | Résultat |
| 2001 | Bertrand Lavoie  |                                      | Voir     |
| 2005 | Bertrand Lavoie  | Voir                                 |          |
| 2009 | Jean-Marc Dumont |                                      | Voir     |
| 2013 | Jean-Marc Dumont | Voir                                 |          |
| 2017 | Jean-Marc Dumont | Voir                                 |          |
| déc. 2019 | Martine Côté     | Mairesse-suppléante (conseillère #5) | Voir     |
| oct. 2020 | Martin Carrier   | Conseiller ~10 ans                   | Voir     |
| 2021 | Martin Carrier   | Conseiller ~10 ans                   | Voir     |
| Élection partielle en italique Depuis 2005, les élections sont simultanées dans toutes les municipalités québécoises |                  |                                      |          |

## Économie

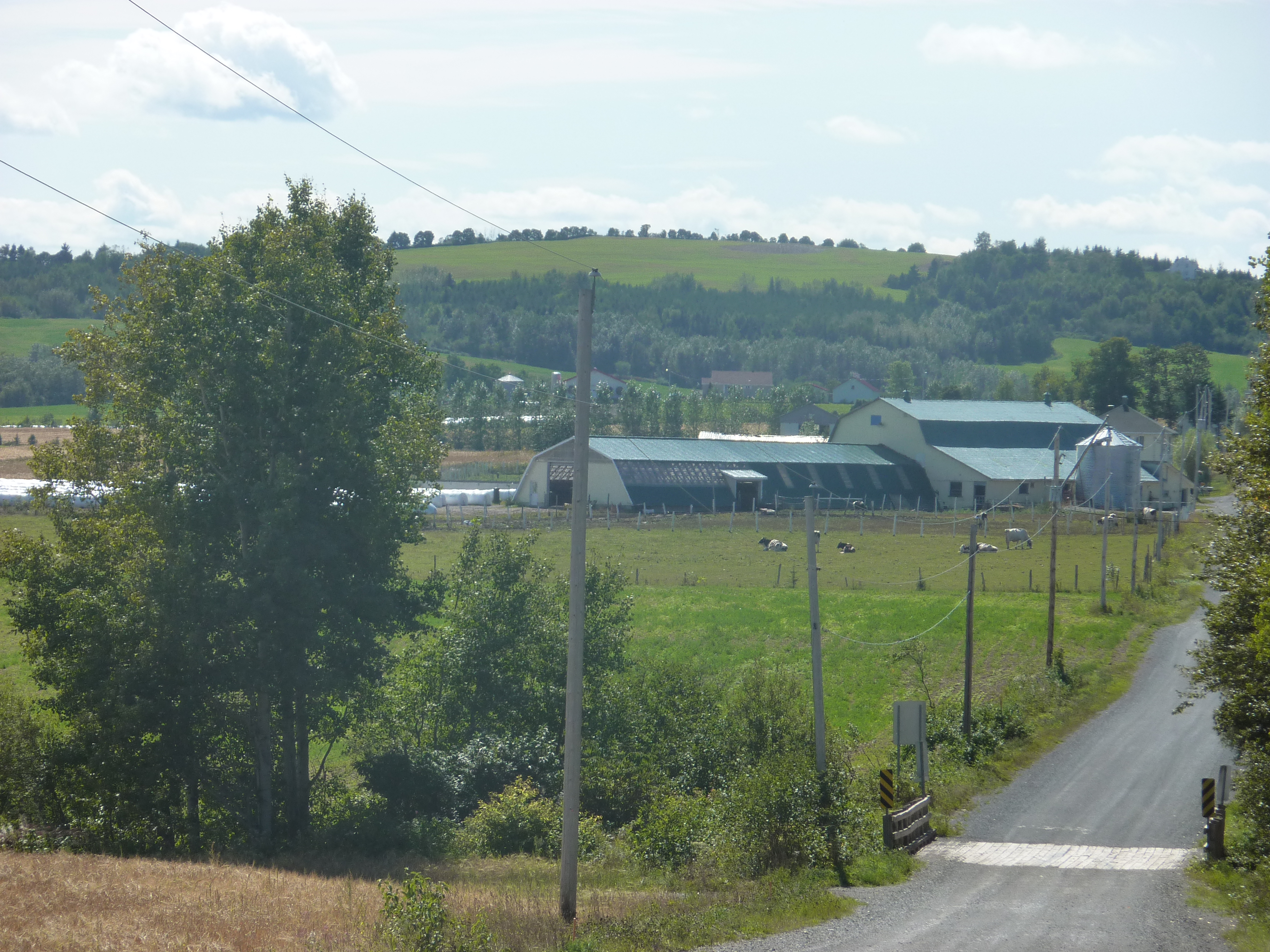
Ferme à Saint-Damase

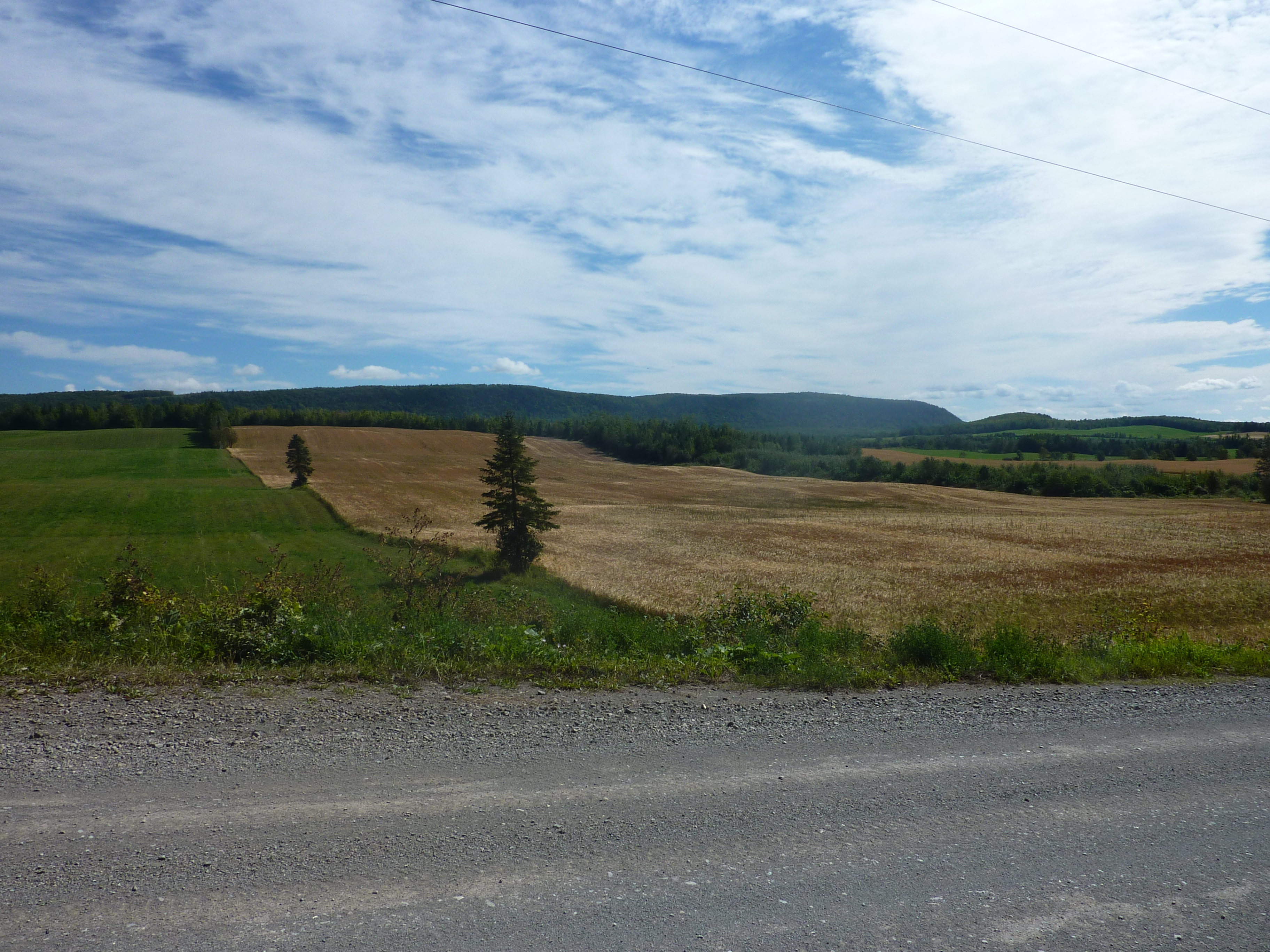
Champs à Saint-Damase

L'économie principale est l'agriculture, ensuite, viennent l'industrie forestière et les érablières. L'industrie forestière est représentée par trois entreprises principales à Saint-Damase : une usine de transformation du bois en lattes, une usine de sciage et une usine d'assemblage de meubles. Pour l'industrie agricole, la production laitière est la principale activité; viennent ensuite l'élevage de porcs et de bœufs de boucherie. L'économie devant se diversifier avec la décroissance des secteurs de l'industrie forestière et de l'agriculture, une base permanente de plein air nommée Centre de Plein Air Familial de Saint-Damase Inc. a été fondé en 1971 dans le cadre du Programme fédéral des Initiatives Locales.

## Devise
La devise de Saint-Damase est « Par la foi et la charrue ».

## Tourisme
Plusieurs activités sont offertes aux touristes durant la saison estivale à Saint-Damase dont la pêche à la truite sur l'un des nombreux lacs ainsi que des pièces de théâtre.

## Représentations politiques
Québec : Saint-Damase fait partie de la circonscription provinciale de Matane-Matapédia. Cette circonscription est actuellement représentée par Pascal Bérubé, député du Parti québécois.
 Canada : Saint-Damase fait partie de la circonscription fédérale de Avignon—La Mitis—Matane—Matapédia. Elle est représentée par Kristina Michaud, députée du Bloc québécois.